# NO 55
NO 55 (gesprochen: Enno fünfundfünfzig) war eine ostdeutsche Musikgruppe. Die Band wurde 1981 in Ost-Berlin gegründet und löste sich 1989 wieder auf. Zwischenzeitlich nannte sich die Band auch Enno.

## Bandgeschichte
Georgi Joro Gogow (Bassgitarre, Violine, Gesang) gründete im Dezember 1981 gemeinsam mit Gisbert Pitti Piatkowski (Gitarre, Akkordeon, 1984 auch Gesang; ehemals Magdeburg, City, später ging er zur Modern Soul Band) die Band NO 55, nachdem sich Gogows Band City aufgespalten hatte.
Der Name der Band bezieht sich auf eine historische postalische Bezeichnung des Prenzlauer Bergs in Ost-Berlin, wo Gogow damals wohnte.
Weitere Bandmitglieder waren:
- Hans-Peter Krause (Schlagzeug), (ehemals Mondie, Hansi Biebl Band, Keks)
- Frank Gala Gahler (Gesang, Mundharmonika, Gitarre, Keyboard) (kam von Monokel, ging zu Gala)

In dieser Besetzung tourte NO 55 im Herbst 1982 gemeinsam mit dem britischen Musiker Tom Robinson durch die DDR. Für das DDR-Publikum war dies eine der ersten Möglichkeiten, einen international anerkannten britischen Rockmusiker live zu erleben. Ein Teilmitschnitt des Auftritts in Berlin wurde vom Jugendradio DT64 ausgestrahlt. Im Oktober 1983 nahm NO 55 als einzige Rockband der DDR am FDJ-Friedenskonzert im Palast der Republik teil.
1983 ging Krause, dafür kam
- Herbert Junck (ehemals Hansi Biebl Band, ging 1984 zu Silly)
- Bernd Haucke (ehemals Prinzip, später Modern Soul Band) löste 1984 Herbert Junck ab.

Während der Armeezeit von Gahler, 1984, wurde die Band erweitert um
- Thomas Schock (Keyboard) von Wir
- Rene Decker (Saxophon, Keyboard).

Danach nannte sich die Band Enno.
Am 3. Oktober 1986 wurde der Band Enno (in der Besetzung Georgi Gogow, Gisbert Piatkowski, Bernd Haucke und René Decker) im Roten Rathaus der Goethe-Preis der Stadt Berlin 3. Klasse durch den Oberbürgermeister Erhard Krack verliehen. 
Nach seiner Armeezeit gründete Gahler die Band Gala, bei welcher er bis 1985 blieb; anschließend kehrte er zu NO 55 zurück. 1986 verließen Schock und Decker die Band und es kam Hannes Pfeffi Richter (Keyboard) von Gala hinzu. 1989 verließ Gahler, der Kopf der Band, die DDR und es kam zur Auflösung von NO 55.
Die Liedtexte der Band stammten von Werner Karma, Jan Witte, Hartmut König, Frank Gahler und Klaus Bölter. Die Lieder wurden von Georgi Gogow, Frank Gahler und Gisbert Piatkowski komponiert.

## Diskografie

### LPs
- 1983: Kopf oder Zahl (Amiga)
- 1987: Träume von gestern (Amiga)

### Sampler
- 2007: 60 Jahre Amiga Vol.4 (mit NO 55)

### Singles
- 1983 Das war’s / Kopf oder Zahl (Amiga)
- 1984 In der letzten Stunde des Tages /  Karawane (Amiga)